# Río Risopatrón
El río Risopatrón es un curso natural de agua, emisario del lago Risopatrón que fluye en la Región de Aysen y desagua en el río Palena.: 517 

## Trayecto
La mayor parte de su trayecto y extensión, el río y el lago Risopatrón tienen una clara dirección de sur a norte que corre casi paralela a la carretera Austral. Luego gira hacia el oeste por 12 km hasta desembocar en el río Palena.: 517 
El lago Risopatrón es la continuación del canal Puyuhuapi, pero está interrumpida debido a la construcción de los conos piroclásticos de erupciones volcánicas.: 74  Por eso el lago desagua hacia el norte a través del río. El lago Risopatrón, no así el río, pertenece al parque nacional Queulat.

## Caudal y régimen
Una estimación de los caudales mensuales de la cuenca del río Risopatrón a partir de los caudales de cuencas aledañas y las características propias de su cuenca entrega los siguientes resultados:: 48 
| enero | febrero | marzo | abril | mayo | junio | julio | agosto | septiembre | octubre | noviembre | diciembre |
| ----- | ------- | ----- | ----- | ---- | ----- | ----- | ------ | ---------- | ------- | --------- | --------- |
| 42    | 22      | 15    | 18    | 28   | 29    | 48    | 40     | 26         | 39      | 43        | 36        |

## Historia
Los primeros exploradores que dejaron testimonio escrito de su paso por el lago fueron Max Yunge y MUller entre 1928 y 1930. Ingresaron por mar al seno Ventisquero y continuaron hacia el Norte. Seis kilómetros más al norte encontraron con un lago largo y angosto al cual denominaron "Risopatrón".: 485 del browser 

## Población, economía y ecología
SERNATUR escribe sobre el lago:: 30 
Es un pequeño y alargado lago. El camino austral corre por su ribera oeste en toda su extensión. Casi la totalidad de su superficie forma parte del Parque Nacional Queulat, existiendo un área de camping en el sector denominado La Angostura. En su extremo norte su acceso es privado existiendo un muelle y un complejo turístico denominado El Pangue. Este lago es apto para la pesca recreativa y la navegación en kayak.